# أبردين (داكوتا الجنوبية)
أبردين هي مدينة أمريكية توجد في داكوتا الجنوبية. ويبلغ عدد سكانها حوالي 24,658 (إحصائية سنة 2000). وهي عاصمة مقاطعة براون.

## التركيبة السكانية

### تعداد عام 2000
بلغ عدد سكان أبردين 1,603 نسمة بحسب تعداد عام 2000، وبلغ عدد الأسر 689 أسرة وعدد العائلات 436 عائلة مقيمة في القرية. في حين سجلت الكثافة السكانية 1,133.8 نسمة لكل ميل مربع (437.8/كم2). وبلغ عدد الوحدات السكنية 825 وحدة بمتوسط كثافة قدره 583.5 نسمة لكل ميل مربع (225.3/كم2).
وتوزع التركيب العرقي للقرية بنسبة 96.88% من البيض و0.81% من الأمريكيين الأصليين و0.19% من الأمريكيين ذوي الأصول الآسيوية و1.37% من الأمريكيين الأفارقة و0.37% من عرقين مختلطين أو أكثر.بلغ عدد الأسر 689 أسرة كانت نسبة 32.2% منها لديها أطفال تحت سن الثامنة عشر تعيش معهم، وبلغت نسبة الأزواج القاطنين مع بعضهم البعض 44.4% من أصل المجموع الكلي للأسر، ونسبة 15.1% من الأسر كان لديها معيلات من النساء دون وجود زوج، وكانت نسبة 36.7% من غير العائلات. تألفت نسبة 31.9% من أصل جميع الأسر من أفراد ونسبة 10.4% كانوا يعيش معهم شخص وحيد يبلغ من العمر 65 عاماً فما فوق. وبلغ الحجم الوسطي للأسر 2.88، أما الحجم الوسطي للعائلات فبلغ 2.31.
بلغ العمر الوسطي للسكان 37 عاماً. وكانت نسبة 25.8% من القاطنين تحت سن الثامنة عشر، وكانت نسبة 7.8% بين الثامنة عشر والأربعة وعشرون عاماً، ونسبة 30.4% كانت واقعةً في الفئة العمرية ما بين الخامسة والعشرين حتى الرابعة والأربعين عاماً، ونسبة 24.0% كانت ما بين الخامسة والأربعون حتى الرابعة والستون، ونسبة 12.1% كانت ضمن فئة الخامسة والستون عاماً فما فوق.

### تعداد عام 2010
بلغ عدد سكان أبردين 26,091 نسمة بحسب تعداد عام 2010، وبلغ عدد الأسر 11,418 أسرة وعدد العائلات 6,354 عائلة مقيمة في المدينة. في حين سجلت الكثافة السكانية 1,683.3 نسمة لكل ميل مربع (649.9/كم2). وبلغ عدد الوحدات السكنية 12,158 وحدة بمتوسط كثافة قدره 784.4 لكل ميل مربع (302.9/كم2).
وتوزع التركيب العرقي للمدينة بنسبة 91.8% من البيض و3.6% من الأمريكيين الأصليين و1.3% من الأمريكيين ذوي الأصول الآسيوية و0.2% من سكان جزر المحيط الهادئ و0.7% من الأمريكيين الأفارقة و2.0% من عرقين مختلطين أو أكثر.بلغ عدد الأسر 11,418 أسرة كانت نسبة 27.1% منها لديها أطفال تحت سن الثامنة عشر تعيش معهم، وبلغت نسبة الأزواج القاطنين مع بعضهم البعض 42.1% من أصل المجموع الكلي للأسر، ونسبة 9.5% من الأسر كان لديها معيلات من النساء دون وجود زوج، بينما كانت نسبة 4.0% من الأسر لديها معيلون من الذكور دون وجود زوجة، وكانت نسبة 44.4% من غير العائلات. تألفت نسبة 36.9% من أصل جميع الأسر من أفراد ونسبة 13.1% كانوا يعيش معهم شخص وحيد يبلغ من العمر 65 عاماً فما فوق. وبلغ الحجم الوسطي للأسر 2.86، أما الحجم الوسطي للعائلات فبلغ 2.18.
بلغ العمر الوسطي للسكان 36.4 عاماً. وكانت نسبة 22.2% من القاطنين تحت سن الثامنة عشر، وكانت نسبة 12.8% بين الثامنة عشر والأربعة وعشرون عاماً، ونسبة 24.1% كانت واقعةً في الفئة العمرية ما بين الخامسة والعشرين حتى الرابعة والأربعين عاماً، ونسبة 24.4% كانت ما بين الخامسة والأربعون حتى الرابعة والستون،